# Zerene
Genre
Le genre Zerene regroupe des lépidoptères (papillons) de la famille des Pieridae, de la sous-famille des Coliadinae.

## Dénomination
Le nom de Zerene a été donné par Jakob Hübner en 1819.
Nom vernaculaire en anglais : Dogface.

## Caractéristiques communes
Ils résident en Amérique.

## Liste des espèces et sous-espèces
- Zerene cesonia (Stoll, [1790]) ; présent en Amérique du Nord et sur la côte ouest d'Amérique du Sud.
  - Zerene cesonia cesonia
  - Zerene cesonia cesonides (Staudinger, 1894)
  - Zerene cesonia cynops (Butler, 1873)
  - Zerene cesonia inca (Tessmann, 1928)
  - Zerene cesonia limonella Lamas, 1981
  - Zerene cesonia therapis (C. & R. Felder, 1861)
  - Zerene cesonia ssp
- Zerene eurydice (Boisduval, 1855) ; présent en Californie.